# Таковы мужчины
«Таковы мужчины» (нем. So sind die Männer) — немой фильм режиссёра Георга Якоби. Альтернативное название — «Маленький Наполеон» (нем. Der kleine Napoleon, англ. The Little Napoleon).

## Сюжет
Шарлотта (Антония Дитрих) пытается избежать домогательств младшего брата Наполеона Жерома Бонапарта (Пауль Хейдеманн). В этом ей оказывает поддержку её преданная служанка Катрин (Марлен Дитрих).

## В ролях
- Антония Дитрих — Шарлотта
- Пауль Хейдеманн — Жером Бонапарт
- Марлен Дитрих — Катрин
- Гарри Лидтке — Георг фон Мельзунген
- Эгон фон Хаген — Наполеон Бонапарт